# D. L. Hughley

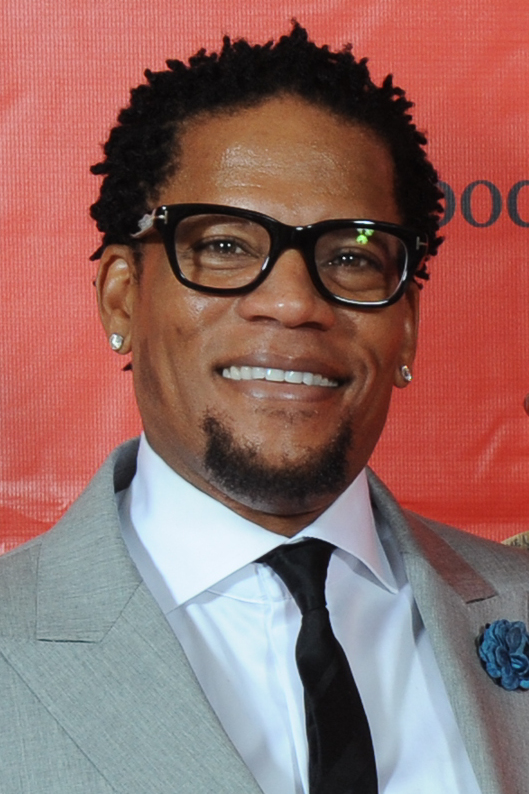
D. L. Hughley (2013)

Darryl Lynn „D.L.“ Hughley (* 6. März 1963 in Los Angeles, Kalifornien) ist ein US-amerikanischer Schauspieler, Stand-up-Comedian und Drehbuchautor.

## Leben
Seine Karriere startete er mit Programmen in kleinen Clubs. In den 1990er Jahren hatte er einige Gastauftritte u. a. in erfolgreichen Serien wie Der Prinz von Bel-Air (1993) sowie Sister, Sister (1997). In der amerikanischen Sitcom Allein unter Nachbarn spielte er in den Jahren 1998 bis 2002 die Hauptrolle des Darryl Hughley. In der Fernsehserie Scrubs – Die Anfänger übernahm er 2003 die Rolle von Kevin Turk, Christopher Turks Bruder.

## Filmografie (Auswahl)

### Schauspieler
- 1993: Der Prinz von Bel-Air (The Fresh Prince of Bel-Air, Fernsehserie, eine Folge)
- 1995: Double Rush (Fernsehserie, dreizehn Folgen)
- 1997: Sister, Sister (Fernsehserie, eine Folge)
- 1998–2002: Allein unter Nachbarn (The Hughleys, Fernsehserie, 89 Folgen)
- 1999: Inspektor Gadget (Inspector Gadget, Stimme)
- 2001: The Brothers
- 2003: Scrubs – Die Anfänger (Scrubs, Fernsehserie, eine Folge)
- 2003: Inspektor Gadget 2 (Inspector Gadget 2, Stimme)
- 2003: Eine Affäre zu viert (Chasing Papi)
- 2003: Scary Movie 3
- 2004: Soul Plane
- 2005: Shackles – Hölle hinter Gittern (Shackles)
- 2006: Cloud 9
- 2006: The Adventures of Brer Rabbit (Stimme)
- 2006–2007: Studio 60 on the Sunset Strip (Fernsehserie, 22 Folgen)
- 2008: Thomas in geheimer Mission (Spy School)
- 2011: Cat Run
- 2016: Heartbeat (Fernsehserie)

### Drehbuchautor
- 1992: One Night Stand (Fernsehserie, eine Folge)
- 1998–2002: Allein unter Nachbarn (The Hughleys, Fernsehserie, 88 Folgen)
- 2003–2004: Premium Blend (Fernsehserie, sieben Folgen)
- 2005: Weekends at the DL (Fernsehserie, 28 Folgen)
- 2008–2009: D.L. Hughley Breaks the News (Fernsehserie, 16 Folgen)